# Deutsche Marokko-Zeitung
Die Deutsche Marokko-Zeitung erschien von 1907 bis 1914. Sie war die einzige mehrmals wöchentlich erscheinende deutschsprachige Zeitung in Nordafrika in dieser Zeit neben den Aegyptischen Nachrichten.

## Inhalt
Die Deutsche Marokko-Zeitung enthielt offizielle deutsche und marokkanische Verlautbarungen, Berichte über regionale und überregionale Ereignisse, Wirtschaftsnachrichten, Annoncen und einige weitere Berichte. Ihr Hauptinteresse war es, die wirtschaftlichen und politischen Interessen der Deutschen in Marokko zu vertreten, und im Deutschen Reich für eine stärkere Unterstützung zu werben. Dabei wurde häufig gezielt gegen französische Aktivitäten in der Region polemisiert, was zu wiederholten diplomatischen Konflikten zwischen der französischen und der deutschen Regierung führte.
Chefredakteur war August Hornung, der vorher als Korrespondent  für die Kölnische Zeitung nach Tanger gekommen war  und auch Berichte für die Weser-Zeitung schrieb.
1914 wurde das Erscheinen kurz vor dem Beginn des Ersten Weltkrieges eingestellt.